# NGC 6193
NGC 6193 ist ein galaktischer offener Sternhaufen vom Trumpler-Typ II3P im Sternbild Ara am Südsternhimmel. Er hat einen Durchmesser von 14′ und eine scheinbare Helligkeit von 5,2 mag. Der Haufen ist rund 4000 Lichtjahre vom Sonnensystem entfernt und hat einen Durchmesser von etwa 14 Lichtjahren. Sein Alter wird auf 10 Millionen Jahre geschätzt.
Entdeckt wurde das Objekt am 14. Mai 1826 von James Dunlop.